# Fifi D'Orsay
Fifi D'Orsay, pseudonimo di Marie-Rose Yvonne Lussier (Montreal, 16 aprile 1904 – Woodland Hills, 2 dicembre 1983), è stata un'attrice canadese.

## Biografia
Dattilografa a Montreal, Marie-Rose Lussier si trasferì a New York City sperando di sfondare nel mondo dello spettacolo. Ottenne un'audizione al Greenwich Village Follies e cantò in francese, lei canadese francofona, la canzone Yes! We Have No Bananas, facendosi passare per una parigina delle Folies Bergère. Ottenne così un contratto e il nome d’arte di Mademoiselle Fifi.
Al Greenwich Village conobbe l'attore Ed Gallagher, col quale allestì spettacoli di rivista. Dopo qualche anno si trasferì a Hollywood dove, facendosi chiamare Fifi D'Orsay, riuscì a ottenere le sue prime parti cinematografiche di giovane e allegra francese. Recitò in gran parte in commedie musicali, assurgendo raramente a ruoli di protagonista, e senza lasciare il teatro leggero. Alla fine degli anni Trenta iniziò il suo declino e a partire dagli anni Cinquanta apparve spesso in televisione, anche in serie molto popolari, come Bonanza, Perry Mason e Vita da strega. Nei primi anni settanta prese parte a un ultimo importante progetto, quando interpretò Solange LaFitte nella produzione originale di Broadway e Los Angeles del musical di Stephen Sondheim Follies.
Fifi D'Orsay morì nel 1983 nel Motion Picture & Television Country House and Hospital di Woodland Hills, in California, una casa di riposo per ex-attori, all’età di 79 anni. È sepolta nel Forest Lawn Memorial Park Cemetery di Glendale.

## Filmografia parziale

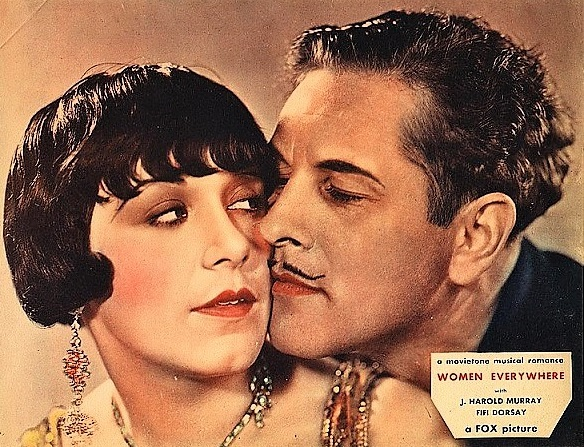
Poster del film Il bel contrabbandiere

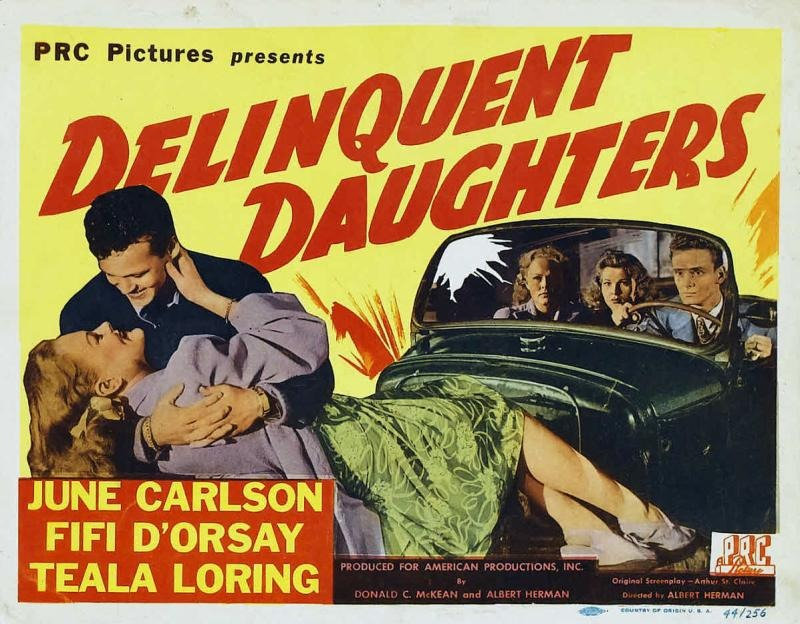
Poster del film Delinquent Daughters

### Cinema
- They Had to See Paris, regia di Frank Borzage (1929)
- Fifì dimmi di sì (Hot for Paris), regia di Raoul Walsh (1929)
- On the Level, regia di Irving Cummings (1930)
- Il bel contrabbandiere (Women Everywhere), regia di Alexander Korda (1930)
- Those Three French Girls, regia di Harry Beaumont (1930)
- Una notte indiavolata (Mr. Lemon of Orange), regia di John G. Blystone (1931)
- I gioielli rubati (The Stolen Jools), regia di William C. McGann (1931)
- Sempre rivali (Women of All Nations), regia di Raoul Walsh (1931)
- Young as You Feel, regia di Frank Borzage (1931)

- The Girl from Calgary, regia di Phil Whitman (1932)
- I milioni... che disgrazia! (They Just Had to Get Married), regia di Edward Ludwig (1932)
- Verso Hollywood (Going Hollywood), regia di Raoul Walsh (1933)
- La seconda aurora (The Life of Jimmy Dolan), regia di Archie Mayo (1933)
- Wonder Bar, regia di Lloyd Bacon (1934)
- La vedova allegra (The Merry Widow), regia di Ernst Lubitsch (1935)
- Three Legionnaires, regia di Hamilton MacFadden (1937)
- L'isola di nessuno (Submarine Base), regia di Albert H. Kelley (1943)
- Nabonga, regia di Sam Newfield (1944)
- Delinquent Daughters, regia di Albert Herman (1944)
- Dixie Jamboree, regia di Christy Cabanne (1945)
- Violenza (The Gangster), regia di Gordon Wiles (1947)
- Monsieur Cognac (Wild and Wonderful), regia di Michael Anderson (1964)
- La signora e i suoi mariti (What a Way to Go!), regia di J. Lee Thompson (1964)
- L'arte di amare (The Art of Love), regia di Norman Jewison (1965)
- Mandato di uccidere (Assignment to Kill), regia di Sheldon Reynolds (1968)

### Televisione
- Avventure in paradiso (Adventures in Paradise) – serie TV, episodi 1x13-3x10 (1960-1961)
- Pete and Gladys – serie TV, episodi 1x32-2x36 (1961-1962)
- General Electric Theater – serie TV, episodio 9x25 (1961)
- Perry Mason – serie TV, episodi 4x27-7x19 (1961-1964)
- Bonanza – serie TV, episodio 5x07 (1963)